# Земо-Акети
Земо-Акети (груз. ზემო აკეთი) — село в Грузии, на территории Ланчхутского муниципалитета края (мхаре) Гурия.

## География
Село находится в западной части Грузии, на южном склоне Гурийского хребта, к северу от реки Супсы, на расстоянии приблизительно 5 километров (по прямой) к юго-востоку от города Ланчхути, административного центра муниципалитета. Абсолютная высота — 158 метров над уровнем моря.

## Население
По результатам официальной переписи населения 2014 года, в Земо-Акети проживало 267 человек (125 мужчин и 142 женщины). В национальной структуре населения грузины составляли 99,6 %, русские — 0,4 %.
| Год  | Население, человек |
| ---- | ------------------ |
| 2002 | 408                |
| 2014 | ↘ 267              |